# Boualem Laroum
Boualem Laroum (en arabe : بوعلام لعروم), né le 17 juin 1959, est un joueur de football international algérien. Il évoluait au poste de défenseur.

## Biographie

### Carrière en club
Au cours de sa carrière de footballeur, Laroum a joué pour des clubs tels que la JS Kawkabi, le CM Belcourt et l'IRB El Biar.

### Carrière  en Équipe d'Algérie
Laroum a fait ses débuts avec l'équipe nationale algérienne le 10 février 1978 lors d'un match nul 1-1 contre le Malawi à Blantyre. En 1984, il faisait partie de l'équipe algérienne pour la Coupe d'Afrique des Nations 1984. Il a joué un match, à 3. place avec l’Egypte (3:1). Il termine 3ème avec l'Algérie. place dans ce tournoi. Il a joué en équipe nationale jusqu'en 1984.